# Чипико, Иво
Иво Чипико (серб. Иво Ћипико; 13 января 1869, Каштел-Нови, Далмация — 23 сентября 1923, там же) — сербский писатель
, драматург, журналист.

## Биография
Считается, что предки Чипико были итальянцами по происхождению и католиками. Крещенный в римско-католической вере, отождествлял себя с сербской нацией.
В 1890 году окончил школу лесоводства, до 1909 года служил лесничим. Затем переехал жить в Сербию и посвятил себя литературной деятельности.
Во время Балканских войн 1912—1913 гг. был военным корреспондентом при штабе сербской армии.
Активный сторонник Йована Скерлича.
В сборниках рассказов «Приморские души» (1899), «У моря» (1911) и др., в романе «За хлебом» (1904), в драме «На границе» (1910) рисует жизнь крестьян Далмации, борющихся с ростовщиками, помещиками, австрийскими чиновниками.
Ввёл в сербскую литературу образ крестьянина-бунтаря (роман «Пауки», 1909, рус. пер. 1958). Поиски нравственного идеала находят у него выражение в поэтизации «естественного человека», противостоящего фальши буржуазного общества. Фронтовые записки и дневники Чипико («Впечатления о войне 1912 г.», 1914; «Из дней войны», 1917) отмечены духом антимилитаризма.
Авор «стихов в прозе», в которых повествовательный элемент полностью подчинён лиризму, развитию настроения, выражению эмоций и страстей, языку и стилю.